# Ocepechelon
Genre
Espèce
Ocepechelon est un genre aujourd'hui éteint de grandes tortues marines de la famille des Protostegidae ayant vécu au cours du Maastrichtien supérieur (fin du Crétacé) il y a environ entre 70 et 66 Ma (millions d'années) et qui est représenté par une espèce fossile, Ocepechelon bouyai. Elle a été découverte au début des années 2010 dans les phosphates de la région centrale de Khouribga au Maroc.

## Description

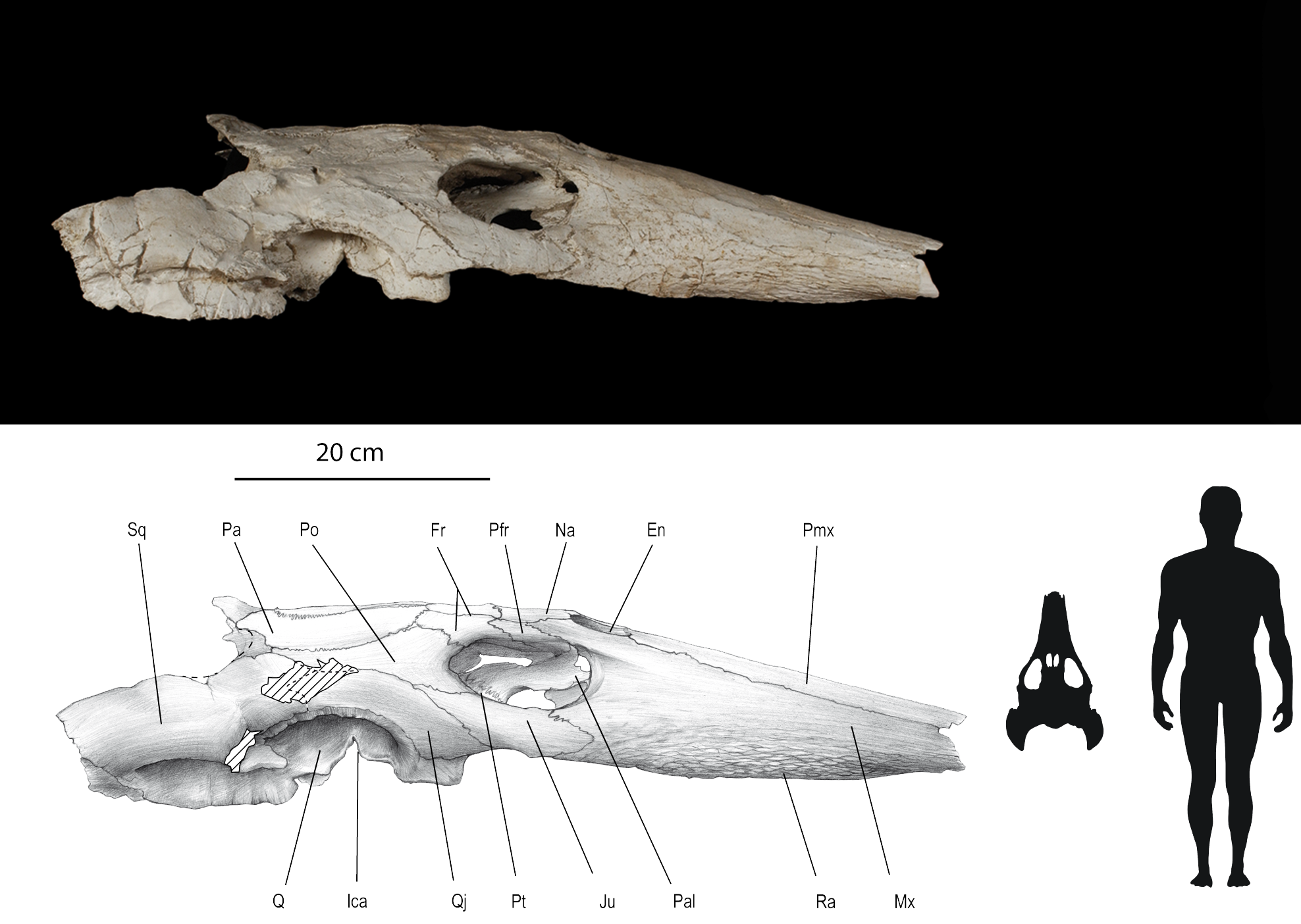
Fossile du crâne d' Ocepechelon bouyai.

Le fossile découvert est un crâne d'environ 70 cm de long, présentant un museau tubulaire. Cette structure, encore inconnue chez les tortues actuelles ou fossiles, suggère que l'animal s'alimentait en capturant ses proies par aspiration. Jusqu'en 2018 on pensait que Ocepechelon bouyai appartenait à la famille des Dermochelyidae (famille dont fait partie la Tortue Luth, son plus proche parent actuel) mais des études réalisées par Envers et al. en 2019 montrent qu'il appartient à la famille, aujourd'hui éteinte, des Protostegidae, qui réunit les genres de tortues marines de très grandes tailles comme Protostega ou Archelon.

## Étymologie
Le nom de genre Ocepechelon est formé à partir du grec ancien χελώνη, khelônê, qui signifie tortue, et d’ocepe, qui fait référence à l'office chérifien des phosphates (« OCP ») ; l'épithète spécifique bouyai rend hommage à Baâdi Bouyai qui a découvert le fossile.